# Yves Bissouma
Yves Bissouma (Issia, 30 de agosto de 1996) é um futebolista malinês que atua como meio-campista. Atualmente, defende o Tottenham.

## Carreira
Yves Bissouma começou a carreira no AS Real Bamako.
Representou o elenco da Seleção Malinesa de Futebol no Campeonato Africano das Nações de 2017. Ele marcou um gol no certame.
No dia 6 de outubro de 2021 foi preso por suspeita de abuso sexual, porém no dia seguinte foi solto após pagar fiança.

## Títulos
Tottenham
- Liga Europa da UEFA: 2024–25[3]